# Urbánkův palouk
Urbánkův palouk je přírodní památka poblíž obce Kněžice v okrese Jihlava v nadmořské výšce 622–626 metrů. Oblast spravuje Krajský úřad Kraje Vysočina. Důvodem ochrany je zachování přirozených porostů typů rašelinných luk s výskytem vzácných a ohrožených rostlinných druhů. Zároveň bude palouk využíván jako genofondová plocha. Jedná se o nevelkou luční enklávu, na které se zachovala společenstva vlhkých pcháčových a rašelinných luk dříve velmi hojných v celém regionu.

## Historie
O PP pečuje organizace ČSOP Kněžice již od roku 1984. Péče spočívá v ručním kosení louky jedenkráte do roka.
Dne 7. února 1985 byl Urbánkův palouk vyhlášen jako „Laboratoř v přírodě“ pro oddíl Mladých ochránců přírody při ZŠ Kněžice. V dnešní době je lokalita zařazena do Lesní NS Chaloupky.

## Geologie
Horninovým podkladem jsou biotické pararuly a kvarcity moldanubika. Tyto daly vzniknout hydromorfním půdám - pseudoglejím a kambizemím.

## Flora
Na lokalitě najdete porosty jednosečných vlhkých luk svazu Cathion. Z ohrožených druhů zde můžete nalézt prstnatec májový (Dactylorhyza majalis). Rostou zde také blatouch bahenní (Caltha palustris), kozlík dvoudomý (Valeria dioica), metlice trsnatá (Deschampsia cespitosa), ostřice obecná (Carex nigra), ostřice prosová (C. panicea), sasanka hajní (Anemonoides nemorosa), tužebník jilmový (Filipendula ulmaria) a jiné.

## Fauna
Ze zvířecí říše se zde vyskytuje a hnízdí linduška luční (Anthus pratensis), bramborníček hnědý (Saxicola rubetra) a hýl rudý (Carpodecus erythrynus).
Jak si můžete přečíst na informační tabuli u PP, byla zde pozorována i bekasina otavní (Gallinago gallinago) a strnad luční (Miliaria calandra). Území je biotopem hraboše mokřadního (Microtus agestis), myšky drobné (Micromys minutus), a také ještěrky živorodé (Zootoca vivipara).

## Galerie

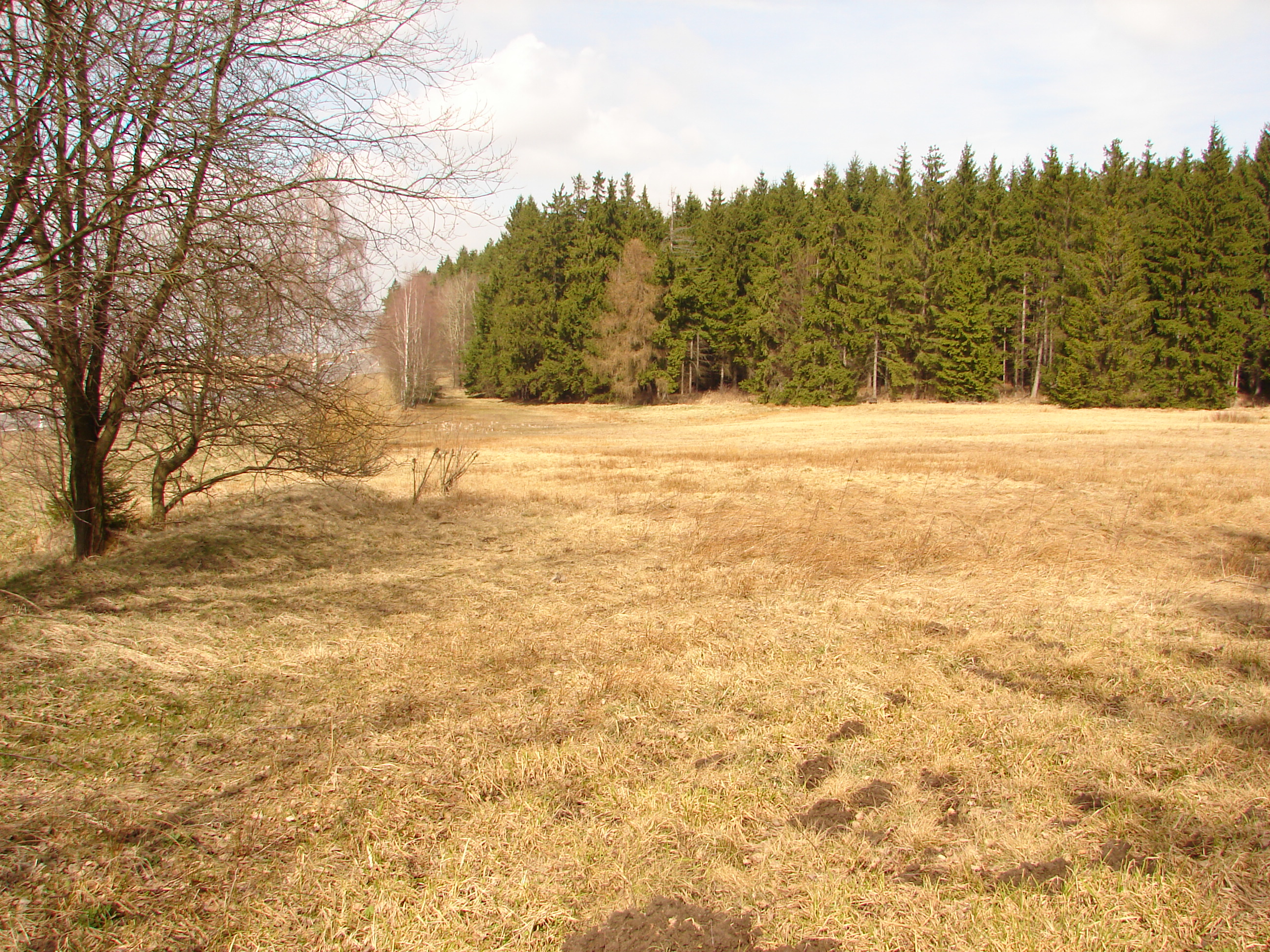
Pohled z jihu
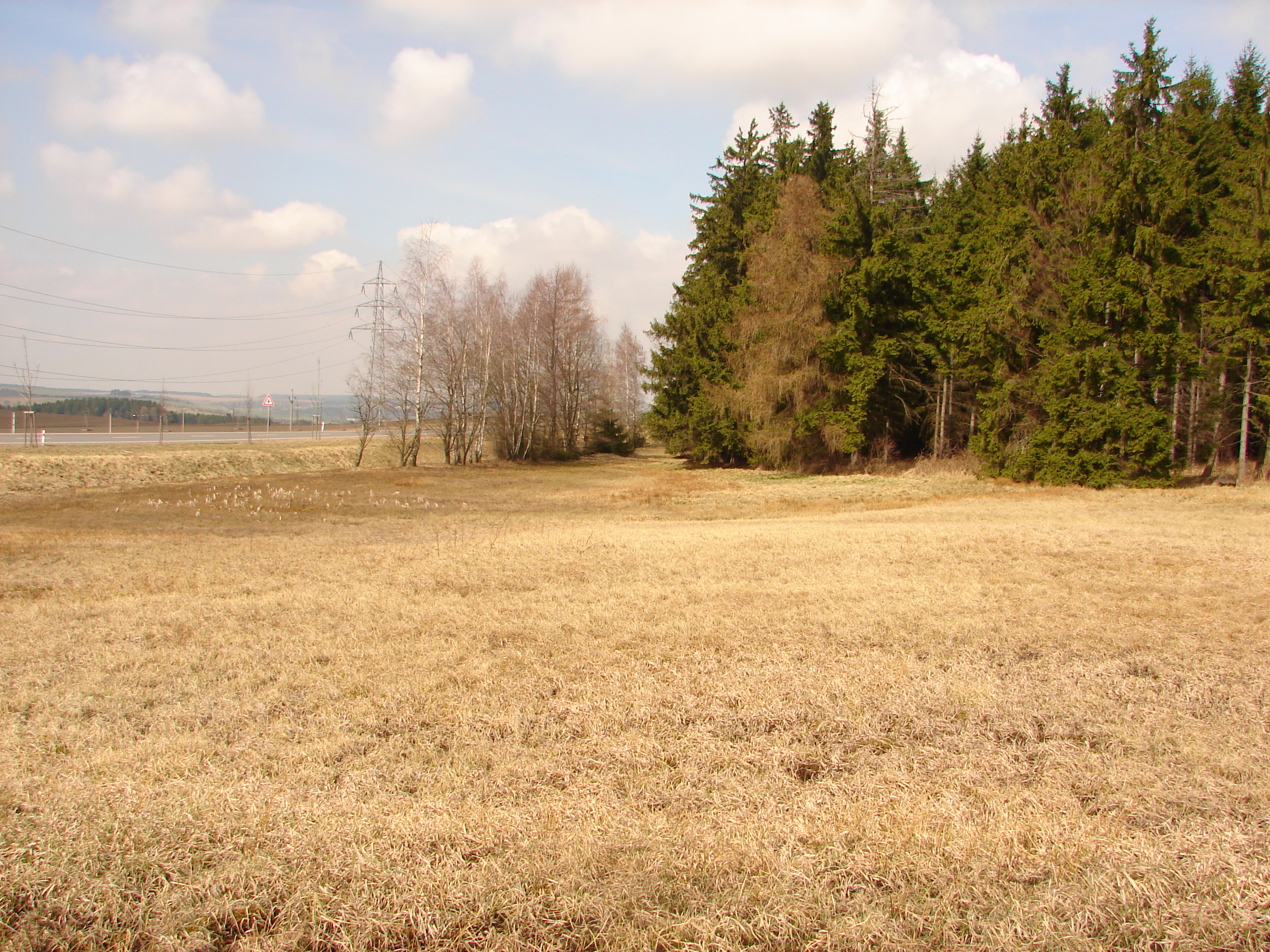
Pohled z jihu
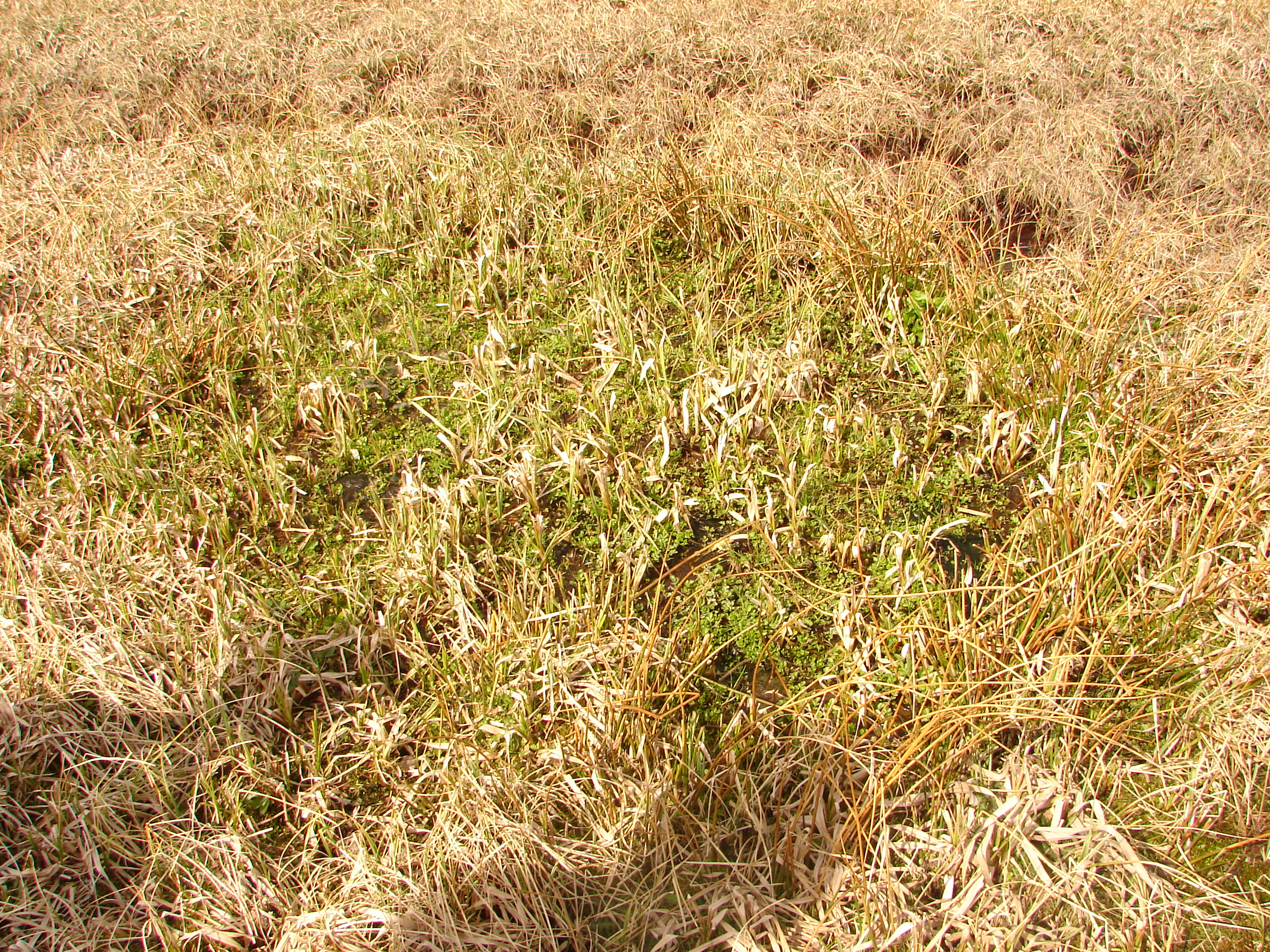
Zamokřené luční společenstvo
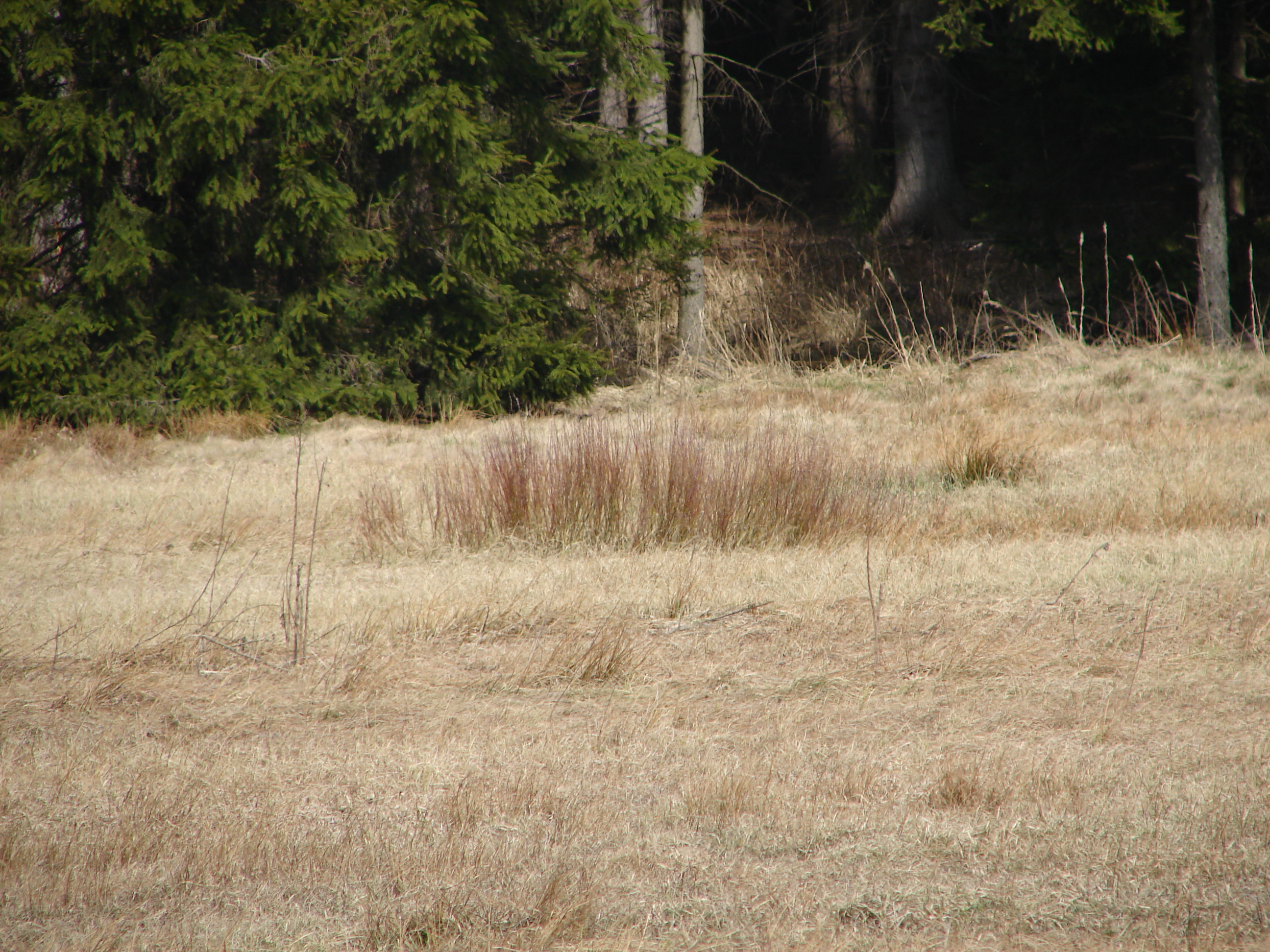
Neposekané části louky slouží jako útočiště zvířatům